# Gim
Cette page contient des caractères spéciaux ou non latins. S’ils s’affichent mal (▯, ?, etc.), consultez la page d’aide Unicode.
Pour les articles homonymes, voir Gim.
Gim (arménien oriental) ou kim (arménien occidental), գիմ en arménien, est la 3e lettre de l'alphabet arménien.

## Linguistique
Gim est utilisé pour représenter le son de :
- en arménien oriental, une consonne occlusive vélaire voisée ([g]) ;
- en arménien occidental, une consonne occlusive vélaire sourde aspirée ([kʰ]).

## Représentation informatique
- Unicode[1] :
  - Capitale Գ : U+0533
  - Minuscule գ : U+0563